# 瞳 (AV女優)
瞳（ひとみ、1983年11月18日 - ）は、日本の元AV女優。

## 略歴
2005年にSODクリエイト専属女優としてAVデビュー。
2006年に引退。

## 出演作品

### アダルトビデオ
- カウントダウンAV CDAV ヌキ所映像をカウントダウン方式で更にHに大放出!!　（2005年7月7日、SODクリエイト）他出演：夏目ナナ、CHACO、さくらみいな
- 1st Hcup（2005年7月7日、SODクリエイト）
- 7 situation（2005年8月4日、SODクリエイト）
- ヌキスギ（2005年9月8日、SODクリエイト）
- 新・童貞狩り 第6章（2005年10月6日、SODクリエイト）
- SOFT ON DEMAND 王様ゲームV.I.P（2005年11月17日、SODクリエイト）共演：大田香奈子、川島絵美、石井優希
- Hcup美人バスガイドをスケスケマジックミラーBOXに乗っけて渋谷1○9前を始めとする東京観光名所（2005年12月21日、SODクリエイト）
- 極上秘書中出し（2006年4月6日、タカラ映像）
- 痴女VIP 2 秘密にシタい遊び（2006年4月29日、ドリームチケット）他出演：山本瞳子、野々宮りん
- Eritic Breath とろけさす淫語女（2006年6月8日、タカラ映像）
- THE巨乳女教師 5（2006年6月15日、ドリームチケット）他出演：林果、松野しほ
- LA×LADY（2006年7月15日、ドリームチケット）他出演：金城アンナ、持田茜、綾乃梓